# Jorge Armando Ruiz
Jorge Armando Ruiz Fajardo (* 17. Mai 1989 in Barbosa) ist ein kolumbianischer Geher.

## Sportliche Laufbahn
Jorge Armando Ruiz nahm im Jahr 2005 an seinen ersten Wettkämpfen im Gehen gegen die nationale Konkurrenz teil und stellte im Mai seine Bestzeit von 47:11 min über 10 km auf. 2006 gewann er die Goldmedaille bei den Kolumbianischen U20-Meisterschaften. Im April trat er zum ersten Mal bei den Südamerikanischen Meisterschaften im Gehen an und gewann in Bolivien die Goldmedaille über 10 km. Das nächste Mal trat er erst wieder im Jahr 2012 bei nationalen Meisterschaften an und belegte bei den Kolumbianischen Meisterschaften den sechsten Platz über 20 km. 2013 verbesserte er sich auf der Distanz auf eine Zeit von 1:30:42 h. Im Juni gewann er über 10.000 Meter die Bronzemedaille bei den Kolumbianischen Meisterschaften. 2014 bestritt er seine ersten Wettkämpfe auf der 50-km-Distanz. Er qualifizierte sich für die Zentralamerika- und Karibikspiele in Mexiko, bei denen er mit einer Zeit von 3:59:45 h den fünften Platz belegte. 2015 vertrat er Kolumbien bei den Panamerikanischen Spielen in Toronto, wurde im Laufe des Wettkampfes allerdings disqualifiziert. 2016 stellte Ruiz bei den Geher-Team-Weltmeisterschaften in Rom eine neue Bestzeit von 3:53:53 h auf. Damit war er für die Olympischen Sommerspiele in Rio de Janeiro qualifiziert. Im August ging er in Brasilien über 50 km an den Start und belegte mit neuer Bestzeit von 3:51:42 h den 17. Platz.
2017 war Ruiz zum ersten Mal für die Weltmeisterschaften qualifiziert, bei denen er im August in London an den Start ging. Dort konnte er seine Zeit erneut verbessern und belegte in 3:50:37 h den 19. Platz. 2018 belegte er den vierten Platz bei den Kolumbianischen Meisterschaften über 20 km. Im August nahm er in der Heimat zum zweiten Mal an den Zentralamerika- und Karibikspielen teil und konnte, nach Platz 5 2014, diesmal die Silbermedaille gewinnen. 2019 trat Ruiz im August zum zweiten Mal bei den Panamerikanischen Spielen an, wurde allerdings wie schon 2015 im Laufe des Wettkampfes disqualifiziert. Ende Oktober trat er über 20 km bei den Militärweltspielen in Wuhan an und belegte den siebten Platz. 2021 qualifizierte er sich mit neuer Bestzeit von 3:49:48 h für die Olympischen Sommerspiele in Tokio. Dort ging er Anfang August an den Start und verbesserte sich im Vergleich zu 2016 auf den 13. Platz.

## Wichtige Wettbewerbe
| Jahr                  | Veranstaltung                     | Ort                   | Platz                 | Disziplin             | Zeit                  |
| Startet für Kolumbien | Startet für Kolumbien             | Startet für Kolumbien | Startet für Kolumbien | Startet für Kolumbien | Startet für Kolumbien |
| --------------------- | --------------------------------- | --------------------- | --------------------- | --------------------- | --------------------- |
| 2014                  | Zentralamerika- und Karibikspiele | Veracruz              | 5.                    | 50 km Gehen           | 3:59:45 h             |
| 2015                  | Panamerikanische Spiele           | Toronto               |                       | 50 km Gehen           | DSQ                   |
| 2016                  | Olympischen Sommerspiele          | Rio de Janeiro        | 17.                   | 50 km Gehen           | 3:51:42 h             |
| 2017                  | Weltmeisterschaften               | London                | 19.                   | 50 km Gehen           | 3:50:37 h             |
| 2018                  | Zentralamerika- und Karibikspiele | Barranquilla          | 2.                    | 50 km Gehen           | 4:05:28 h             |
| 2019                  | Panamerikanische Spiele           | Lima                  |                       | 50 km Gehen           | DSQ                   |
| 2019                  | Militärweltspiele                 | Wuhan                 | 7.                    | 20 km Gehen           | 1:48:07 h             |
| 2021                  | Olympische Sommerspiele           | Tokio                 | 13.                   | 50 km Gehen           | 3:55:30 h             |

## Persönliche Bestleistungen
- 10.000-m-Bahngehen: 42:27,44 min, 15. Juni 2013, Cartagena de Indias
- 20-km-Gehen: 1:25:08 h, 9. April 2016, Poděbrady
- 35-km-Gehen: 2:34:04 h, 23. April 2022, Dudince
- 50-km-Gehen: 3:49:48 h, 20. März 2021, Dudince